# På ryggen af en drøm (album)
På ryggen af en drøm er titlen på det 24. studiealbum fra det danske rockband Gnags. Det udkom den 6. maj 2022 hos Genlyd/Sony Music.
Albummet, som angiveligt skulle være uigenkaldeligt sidste udspil fra bandet, er produceret af bandmedlemmerne Peter A.G. Nielsen og Per Chr. Frost i samarbejde med musikeren Thomas Helmig og er indspillet i Medley Studios i København i løbet af 2021.
"På ryggen af en drøm" fik blandede anmeldelser. Forud for udgivelsen udkom singlerne "Kold Vinternat" (14. januar 2022) og "Fugl Fønix (fra Skodborg)" (8. april 2022). Førstnævnte en nostalgisk duet med den århusianske musiker og tidligere korsanger i Gnags, Anne Seier.

## Spor
1. "Fugl Fønix (fra Skodborg)" (3:33)
2. "På ryggen af en drøm" (3:25)
3. "En sær drøm at vågne op fra" (2:48)
4. "Selvuptown" (3:04)
5. "Sig til alle bands'ene" (3:25)
6. "Kold vinternat (m. Anne Seier)" (3:45)
7. "Valentins dag" (3:31)
8. "Støjmaleren" (3:49)
9. "En engel spiller bas" (2:54)
10. "Inde under min musik" (3:23)
11. "Hvis jeg fik en chance igen" (3:23)
12. "Solskin over Øresund" (3:40)
13. "Yndefuld som rosens duft" (4:04)
14. "Sådan en aften" (3:19)